# 無名塾

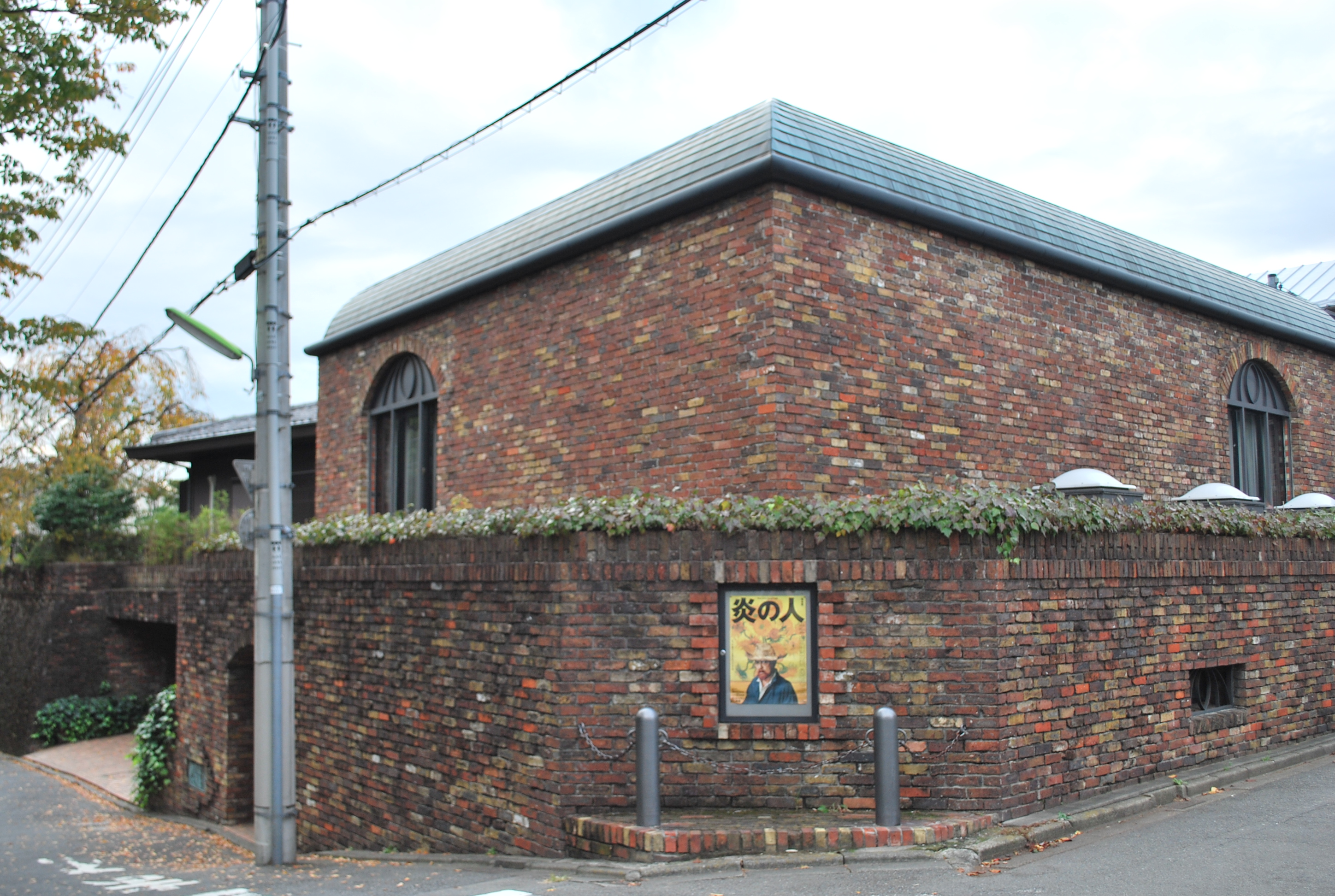
無名塾 仲代劇堂

無名塾（むめいじゅく）は、日本の俳優養成所。主宰は俳優の仲代達矢。創立者は仲代の妻であった宮崎恭子である。所在地は東京都世田谷区岡本。

## 概要
1975年3月、仲代達矢の自宅稽古場に集う若い俳優たちの間で自発的にスタート。1977年より塾生の公募を開始。
学費が無料、実力派の俳優である仲代達矢の指導が直接受けられる、そして多くの実力ある俳優が輩出しているため入塾審査の倍率は非常に高く、「劇団の東大」と称される狭き門である。
養成コースは3年間。1年目は人格的修練と共に、プロ俳優としての適性を見極めるトレーニングを行う。プロへの可能性のある者は更に二年間塾生として養成する。
塾自体は全寮制ではなく、塾生は自宅あるいは下宿先から稽古場へ通っている。
塾生のアルバイトは原則的に禁止されているが、どうしても問題がある場合は、入塾後に個別に相談に応じる。
仲代の自宅が主たる稽古場であるが、石川県七尾市中島に市営の提携劇場「能登演劇堂」があり、この劇場を起点として年に1度全国公演を行っている。公演中、出演者にはギャランティーが支払われる。本公演とは別に無名塾稽古場で行う塾生公演は「秘演」と呼ばれる。
養成期間中は無名塾の所属であるが、外部出演に限っては株式会社仕事（独立前の俳優座映画放送）がマネージメントを担当する。出身者は卒業以降もこの事務所に籍を置き続ける者が多い。

## 文芸演出部
1993年から「文芸演出部」が存在した。役者と同じように非常に厳しいオーディションによって極少数の者が入塾し、宮崎恭子に師事した。しかし、1996年に宮崎が膵臓がんにより死去。師を失った文芸演出部は1997年に終了した。演出家として活動している出身者は、石栗昌彦、大江祥彦などがいる。

## 所属俳優・出身俳優
映画・テレビドラマ・舞台で活躍している役所広司、益岡徹、若村麻由美、赤間麻里子、真木よう子、内浦純一、滝藤賢一、村上新悟、松﨑謙二、高川裕也、声楽家でありミュージカルなどを中心に活動している佐賀龍彦、演出家として活躍している石栗昌彦がいる。